# لاري أوكونور (منافس ألعاب قوى)
لاري أوكونور هو منافس ألعاب قوى كندي، ولد في 22 سبتمبر 1916 في كوبورغ في كندا، وتوفي في 6 سبتمبر 1995.

## وصلات خارجية
- لاري أوكونور على موقع أوليمبيديا (الإنجليزية)
- لاري أوكونور على موقع اللجنة الأولمبية الكندية (الإنجليزية)